# Національні автодороги (Індія)

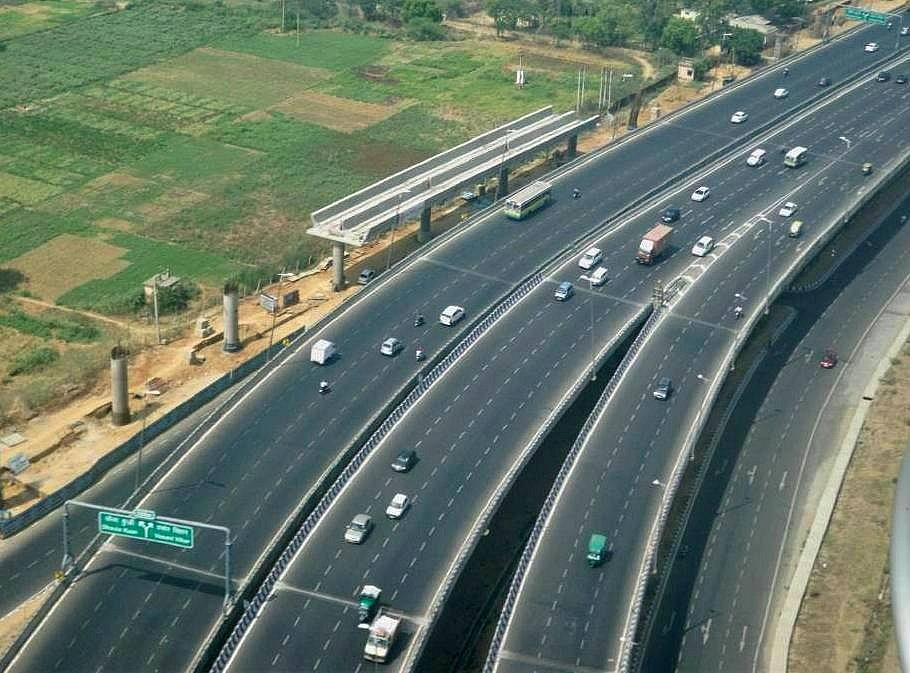
Національна автодорога 8 між Делі і Ґурґаоном.

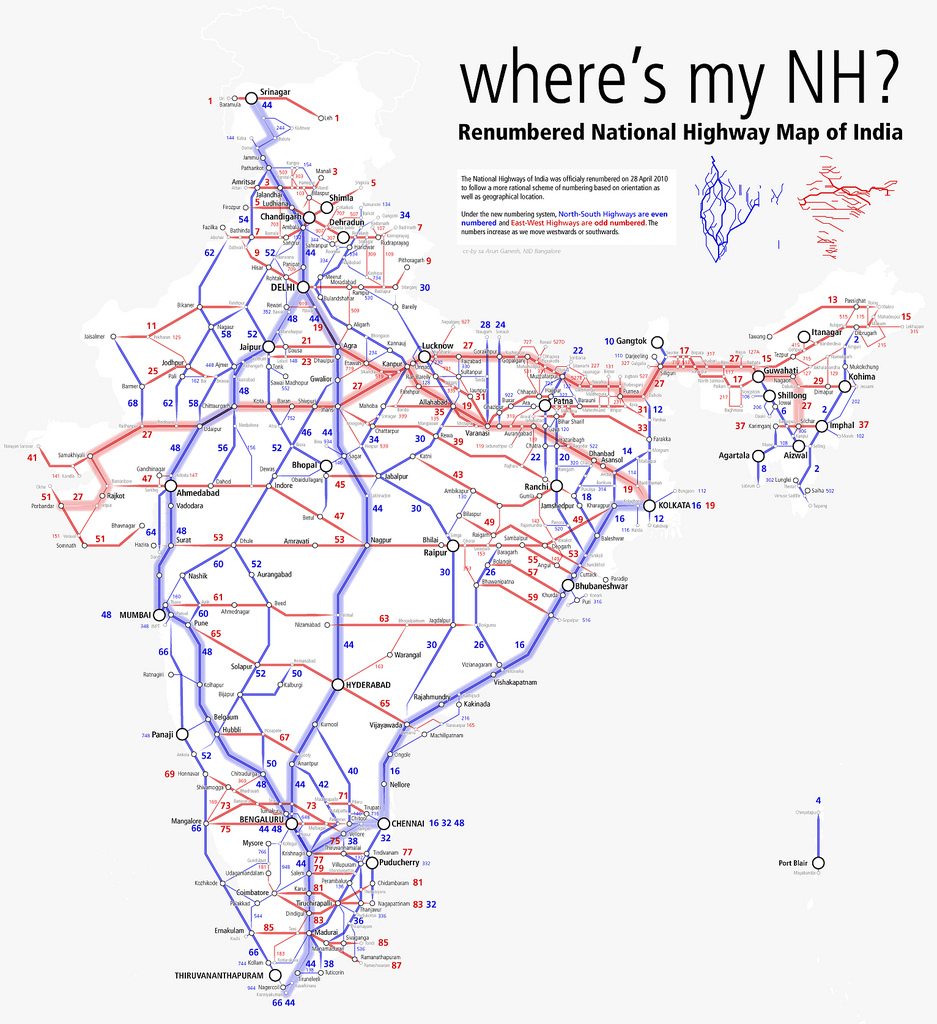
Перенумерована карта національних автомобільних доріг Індії (схема)

Національні автодороги (англ. National Highways) — головні автомобільні шляхи Індії, призначені для пересування на великі відстані. Більшість з них підтримуються Союзним урядом, деякі керуються приватними компаніями за концесією з урядом. На відстані від великих міст більшість з цих доріг двохсмугові (по одній смузі в кожному напрямку). Загальна довжина мережі становить близько 67 тис. км, з яких близько 200 км є виділеними безспітлофорними трасами (експресвеями), а 10 тис. км мають 4 смуги або більше. Національні автодороги складають близько 2 % від всіх автодоріг Індії, але ними проходить близько 40 % руху. Зараз будівництвом доріг займається Проект розвитку національних автодоріг, призначений значно розширити дорожну мережу.
Національне управління автомобільних доріг Індії і Національна корпорація розвитку автомобільних доріг та інфраструктури є вузловими агентствами, відповідальними за будівництво, модернізацію та обслуговування більшості національних мереж автомобільних доріг. Діє при Міністерстві автомобільного транспорту та доріг. Національний проект розвитку автомобільних доріг – це серйозна спроба розширити та модернізувати мережу автомобільних доріг. Національне управління часто використовує модель державно-приватного партнерства для обслуговування доріг і збору плати за проїзд. Національна корпорація використовує модель закупівлі та будівництва (EPC) для будівництва, розвитку та обслуговування стратегічних доріг на міжнародних кордонах країни.
В Індії національні автомагістралі – це дороги з одним рівнем, тоді як швидкісні автомагістралі – це дороги з контрольованим під’їздом, де в’їзд і виїзд контролюються за допомогою пандусів, включених у проект швидкісної дороги. Національні автомагістралі дотримуються стандартів, встановлених Індійським дорожнім конгресом та Бюро індійських стандартів.

## Характеристики
Індія має 151 019 км національних автомагістралей станом на березень 2021 року.
Національні автомагістралі становили 2,7% загальної мережі доріг Індії, але станом на 2013 рік перевозили близько 40% дорожнього руху. У 2016 році уряд пообіцяв подвоїти довжину магістралі з 96 000 до 200 000 км.
Більшість існуючих автомагістралей тепер мають чотири смуги (по дві смуги в кожному напрямку), хоча більшість з них розширюється до шести або більше смуг. Деякі ділянки мережі є платними дорогами. Лише деякі автомагістралі побудовані з бетону. Для забезпечення безперебійного проїзду автомобільного транспорту навколо великих міст і міст були побудовані об’їзні дороги. Деякі існуючі дороги були перекласифіковані як національні.